# Microcebus arnholdi
Microcebus arnholdi är en primat i familjen muslemurer som förekommer på Madagaskar.
Arten blir 10 till 12,6 cm lång (huvud och bål), har en 10,6 till 13,6 cm lång svans och väger 42 till 50 g. Dräktiga honor är lite tyngre. Djuret har 1,7 cm stora öron och brun, rödbrun eller gråbrun päls på ovansidan med en mörkare längsgående strimma på ryggens mitt. Undersidan är från hakan till buken täckt av vitaktig päls. Huvudet är mer rödaktig än andra kroppsdelar och på näsryggen finns ett vitt område. Microcebus arnholdi skiljer sig även i sina genetiska egenskaper från andra släktmedlemmar.
Djuret lever endemisk på Madagaskars norra udde. Den vistas i tropiska bergsskogar vid cirka 1150 meter över havet. Individerna är aktiva på natten och klättrar främst i träd.
Arten hotas av levnadsområdets omvandling till jordbruksmark och av jakt. Den listas av IUCN som starkt hotad (EN).